# Kenaz Kaniwete
Kenaz Kaniwete (* 28. März 2008) ist ein kiribatischer Leichtathlet, der sich auf den Sprint spezialisiert hat.

## Sportliche Laufbahn
Erste internationale Erfahrungen sammelte Kenaz Kaniwete im Jahr 2023, als er bei den Pazifikspielen in Saipan mit 23,61 s im Halbfinale im 200-Meter-Lauf ausschied und über 100 Meter mit 11,43 s im Vorlauf über 100 Meter ausschied. Im Jahr darauf schied er bei den U18-Ozeanienmeisterschaften in Suva mit 11,35 s und 23,31 s jeweils in der ersten Runde über 100 und 200 Meter ausschied. Anschließend nahm er dank einer Wildcard im 100-Meter-Lauf an den Olympischen Sommerspielen in Paris teil und schied dort mit 11,29 s in der Vorausscheidungsrunde aus.

## Persönliche Bestleistungen
- 100 Meter: 11,29 s (−0,3 m/s), 3. August 2024 in Paris (kiribatischer U18-Rekord)
- 200 Meter: 23,31 s (0,0 m/s), 6. Juni 2024 in Suva